# 藤沢市立村岡中学校
藤沢市立村岡中学校（ふじさわしりつ むらおかちゅうがっこう）は、神奈川県藤沢市にある公立中学校。

## 概要
東海道本線藤沢駅の東方、1.3kmほどの所に位置し、100mほど西隣りに藤沢市立村岡小学校がある。

## 沿革
- 1980年（昭和55年）4月1日 - 開校
- 1980年（昭和55年） - 5月1日を開校記念日と制定
- 1981年（昭和56年）8月 - サッカー部、第12回全国中学校サッカー大会準優勝
- 1982年（昭和57年）2月8日 - 校歌制定 作詞:江間章子、作曲:團伊玖磨
- 1992年（平成4年）4月 - 特別指導学級開級
- 2009年（平成21年）4月 - 新入生より指定ニットベスト採用

## 教育目標
- 素直な顔・笑顔の顔・真剣な顔・感動の顔、四つの「顔」実現[2]

## 進学前小学校
- 藤沢市立村岡小学校（一部は藤沢市立藤ヶ岡中学校へ）
- 藤沢市立大道小学校（一部は藤沢市立鵠沼中学校・藤沢市立藤ヶ岡中学校へ）
- 藤沢市立新林小学校（一部は藤沢市立鵠沼中学校・藤沢市立片瀬中学校へ）
- 藤沢市立高谷小学校（一部は藤沢市立藤ヶ岡中学校へ）

## アクセス
- 東日本旅客鉄道東海道本線・藤沢駅より徒歩20分

## 著名な出身者
- 加藤千尋（元女子バレーボール選手）
- 福森晃斗 - サッカー選手（北海道コンサドーレ札幌）[3]
- 鳥海芳樹 - サッカー選手（ヴァンフォーレ甲府）
- 石井大生 - サッカー選手（湘南ベルマーレ）